# Куллак, Адольф
Адольф Куллак (нем. Adolph Kullak; 23 февраля 1823, Мезериц, Великое герцогство Познанское (ныне — в Любушском воеводстве, Польша) — 25 декабря 1862, Берлин) — немецкий музыкальный педагог и теоретик. Младший брат Теодора Куллака.
Получил музыкальное образование как пианист у Альбрехта Агте и Адольфа Маркса, однако отказался от концертной карьеры, ограничившись преподаванием — сперва частным образом, затем в основанной его братом Новой Академии музыки. Выступал как музыкальный критик в «Новой берлинской музыкальной газете», занимая в целом консервативные позиции: кумирами Куллака были Бах и Бетховен, сравнения с которыми новейшая музыка в его глазах не выдерживала. Известность Куллаку принесли два труда из области музыкальной эстетики: «Прекрасное в музыке» (нем. Das Musikalisch-Schöne; 1858) и более детализированный труд «Эстетика фортепианной игры» (нем. Die Ästhetik des Klavierspiels; 1860, 8-е издание 1920, английский перевод Т. Бейкера, 1893), в котором конкретные соображения о технике фортепианного исполнительства помещались в контекст общеэстетической проблематики.
Сын Эрнст Куллак (1855—1914) также изучал музыку и философию и преподавал в Новой Академии музыки.